# Stir Fry (chanson)
Pistes de Culture II
CC Too Much Jewelry
Stir Fry est une chanson du groupe de hip-hop Migos sortie en décembre 2017, issue de leur troisième album studio Culture II.